# Otto Sonnleitner
Pour les articles homonymes, voir Sonnleitner.
Otto Sonnleitner (né le 20 novembre 1906 à Wurtzbourg, mort le 30 juin 1985) est un sculpteur allemand.
Il a remporté le prix de la culture de la ville de Wurtzbourg en 1974, et a reçu l'ordre du Mérite de la République fédérale d'Allemagne en 1975.

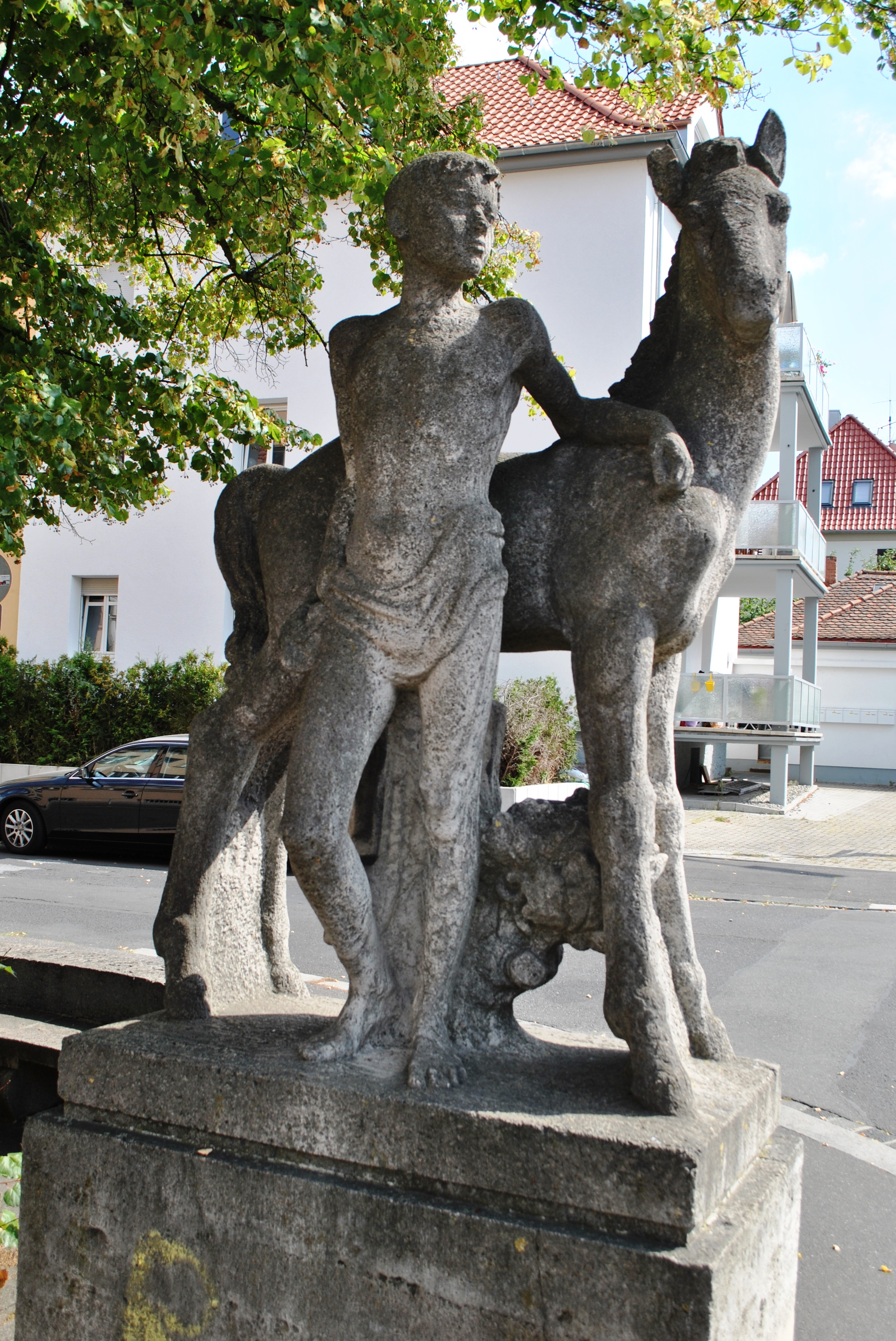
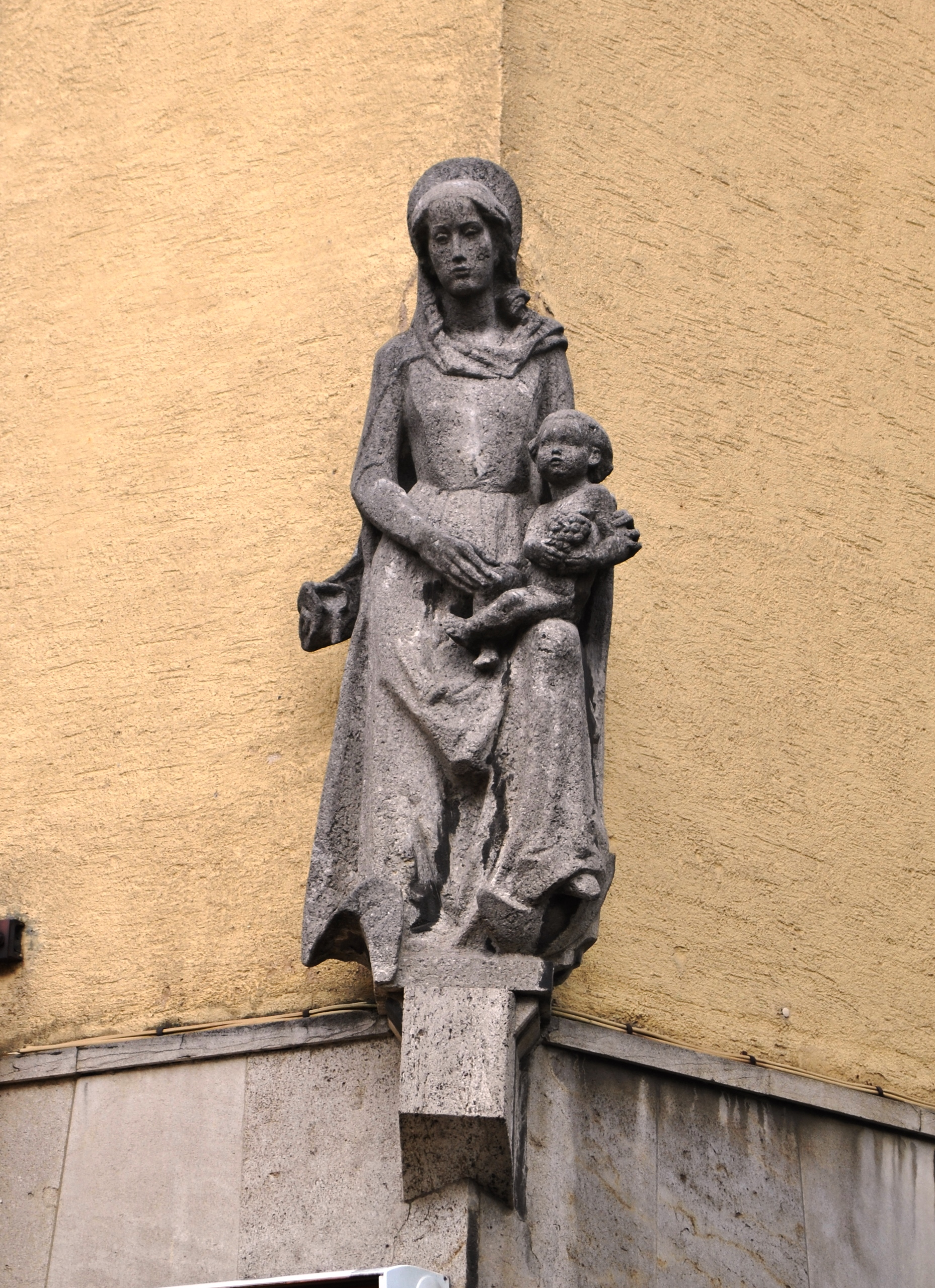